# Das Boot der Verdammten
Das Boot der Verdammten (französischer Originaltitel: Les Maudits) ist ein französischer Film des Regisseurs René Clément aus dem Jahr 1947. Der Film thematisiert, wie sowohl deutsche als auch französische und italienische Mitglieder gehobener gesellschaftlicher Kreise sich mit den Nazis gemein machten, um persönlich zu profitieren. Er spielt auf einem U-Boot, mit dem sich reiche Nazis und Kollaborateure nach Südamerika absetzen wollen.

## Handlung
Ein deutsches U-Boot verlässt 1945 kurz vor dem Ende des Zweiten Weltkriegs Norwegen mit dem Ziel Brasilien, wohin sich eine Gruppe von wohlhabenden Nazis sowie italienische und französische Kollaborateure absetzen will. Um die Passagierin Hilde, die sich verletzt hat, zu versorgen, zwingen die Mitreisenden in Frankreich einen Arzt gewaltsam zur Mitfahrt. Dieser französische Arzt, Dr. Guilbert, ist Erzähler des Films. Hilde ist mit einem der Mitreisenden verheiratet und zugleich die Geliebte eines anderen Passagiers. Dr. Guilbert erkennt, dass er ermordet werden wird, sobald sich Hilde erholt hat. So unternimmt er verschiedene Fluchtversuche, die allerdings alle scheitern.
Als der Krieg mit der Kapitulation Deutschlands endet, löst sich die Mission mehr und mehr auf. Einige Passagiere versuchen zu fliehen, andere begehen Selbstmord. Forster versucht, die Mission fortzusetzen, obwohl mit der Kapitulation alle U-Boote aufgefordert wurden, sich im nächsten Hafen zu ergeben. Ein Teil der Mannschaft meutert dagegen und so kommt es zum Kampf. Zum Schluss bleibt nur der französische Arzt übrig, der tagelang allein auf dem Nazi-U-Boot im Meer treibt und beginnt, seine Memoiren zu schreiben. Ein amerikanisches Schiff rettet ihn schließlich und versenkt das U-Boot.

## Kritik
Filmdienst.de: „Überwiegend auf kleinstem Raum entwickeltes Spannungsdrama, in dem die tödlichen Rivalitäten und Konflikte angesichts des psychischen Drucks ständig zunehmen. Der durch Atmosphäre und gute Charakterdarstellung veredelte Thriller wurde bei der deutschen Premiere 1949 um eine Szene gekürzt, welche die grausame Verblendung der Nazi-Ideologie zeigt.“

## Auszeichnungen
Der Film wurde 1947 in Cannes als „Bester Abenteuer- und Detektivfilm“ ausgezeichnet.